# Фатхуллоєв Фатхулло Дастамович
Фатхулло Дастамович Фатхуллоєв (тадж. Фатҳулло Фатҳуллоев; нар. 24 березня 1990, Душанбе, Таджицька РСР) — таджицький футболіст, півзахисник клубу Вищої ліги Таджикистану «Вахш» (Бохтар).

## Клубна кар'єра
Футбольну кар'єру розпочав 2007 року в душанбинському «Динамо», де провів один сезон. 2008 року перейшов до одного з найсильніших клубів Таджикистану — «Істіклол». З «Істіклолом» виграв декілька національних та міжнародних титулів, зокрема Кубок президента АФК 2012 року. 30 грудня 2017 року підписав однорічний контракт із командою індонезійської Ліги 1 «Персела» (Ламонган), але вже 5 лютого 2018 року вільним агентом залишив клуб.
19 липня 2019 року залишив «Істіклол» і перейшов у клуб узбецької Суперліги «Бухара».
12 лютого 2020 року підписав контракт з «Худжандом».

### Суперліга Індії
15 жовтня 2020 року підписав 1-річну угоду з клубом індійської Суперліги «Ченнаїн» за квотою азійського футболіста. У чемпіонаті Індії дебютував 24 листопада в поєдинку проти «Джамшедпура». Першим голом за нову команду відзначився 21 лютого 2021 року в поєдинку проти «Керала Бластерс».
20 березня 2021 року, після відходу з «Ченнаїну», перейшов до «ЦСКА-Паміру».
У січні 2022 року ФК «Абдиш-Ата» (Кант) підтвердив, що клуб підписав контракт із Фатхуллою Фатхуллоєвим.

### «Рахматгандж»
У листопаді 2022 року підписав контракт з «Рахматганджем» на сезон 2022/23 років.

### «Есхата»
27 липня 2023 року підписав контракт з «Есхатою» до завершення сезону.

## Кар'єра в збірній
Грав за юнацьку та молодіжну збірну країни. Представляв Таджикистан на юнацькому чемпіонаті світу 2007, який проходив у Південній Кореї.
У 2007 році вперше викликаний до національної збірної Таджикистану, у футболці якої дебютував 8 вересня в нічийному (1:1) проти Казахстану.

## Статистика виступів

### Клубна
Станом на 1 травня 2021 року
| Клуб                 | Сезон             | Ліга                   | Ліга  | Ліга | Нац. кубок | Нац. кубок | Конт. кубок | Конт. кубок | Інші  | Інші | Загалом | Загалом |
| Клуб                 | Сезон             | Дивізіон               | Матчі | Голи | Матчі      | Голи       | Матчі       | Голи        | Матчі | Голи | Матчі   | Голи    |
| -------------------- | ----------------- | ---------------------- | ----- | ---- | ---------- | ---------- | ----------- | ----------- | ----- | ---- | ------- | ------- |
| «Істіклол»           | 2010              | Вища ліга Таджикистану |       |      |            |            | –           | –           | 1     | 0    | 1       | 0       |
| «Істіклол»           | 2011              | Вища ліга Таджикистану |       |      |            |            | 5           | 3           | 1     | 0    | 6       | 3       |
| «Істіклол»           | 2012              | Вища ліга Таджикистану |       |      |            |            | 5           | 1           | 1     | 0    | 6       | 1       |
| «Істіклол»           | 2013              | Вища ліга Таджикистану | 16    | 2    |            |            | –           | –           | –     | –    | 16      | 2       |
| «Істіклол»           | 2014              | Вища ліга Таджикистану | 13    | 6    | 5          | 2          | –           | –           | 1     | 0    | 19      | 8       |
| «Істіклол»           | 2015              | Вища ліга Таджикистану | 14    | 9    | 5          | 5          | 11          | 1           | 1     | 1    | 31      | 16      |
| «Істіклол»           | 2016              | Вища ліга Таджикистану | 16    | 10   | 7          | 2          | 6           | 1           | 1     | 0    | 30      | 13      |
| «Істіклол»           | 2017              | Вища ліга Таджикистану | 19    | 7    | 4          | 1          | 11          | 0           | 1     | 0    | 35      | 8       |
| «Істіклол»           | Загалом           | Загалом                | 78    | 35   | 21         | 10         | 38          | 6           | 7     | 1    | 144     | 51      |
| «Персела» (Ламонган) | 2018              | Ліга 1                 | 0     | 0    | 0          | 0          | –           | –           | 0     | 0    | 0       | 0       |
| «Істіклол»           | 2018              | Вища ліга Таджикистану | 19    | 4    | 5          | 2          | 6           | 3           | 1     | 0    | 31      | 9       |
| «Істіклол»           | 2019              | Вища ліга Таджикистану | 6     | 3    | 0          | 0          | 7           | 1           | 1     | 0    | 14      | 4       |
| «Істіклол»           | Загалом           | Загалом                | 25    | 7    | 5          | 2          | 13          | 4           | 2     | 0    | 45      | 13      |
| «Бухара»             | 2019              | Суперліга Узбекистану  | 11    | 1    | 0          | 0          | –           | –           | –     | –    | 11      | 1       |
| «Худжанд»            | 2020              | Вища ліга Таджикистану | 18    | 5    | 0          | 0          | 1           | 0           | –     | –    | 19      | 5       |
| «Ченнаїн»            | 2020–21           | Індійська Суперліга    | 16    | 1    | –          | –          | –           | –           | –     | –    | 16      | 1       |
| «ЦСКА-Памір»         | 2021              | Вища ліга Таджикистану | 5     | 1    | 0          | 0          | –           | –           | –     | –    | 5       | 1       |
| Усього за кар'єру    | Усього за кар'єру | Усього за кар'єру      | 153   | 50   | 26         | 12         | 52          | 10          | 9     | 1    | 240     | 70      |

### У збірній

#### По роках
| національна збірна Таджикистану | національна збірна Таджикистану | національна збірна Таджикистану |
| Рік                             | Матчі                           | Голи                            |
| ------------------------------- | ------------------------------- | ------------------------------- |
| 2007                            | 2                               | 0                               |
| 2008                            | 7                               | 1                               |
| 2009                            | 1                               | 0                               |
| 2010                            | 6                               | 2                               |
| 2011                            | 10                              | 0                               |
| 2012                            | 6                               | 0                               |
| 2013                            | 4                               | 1                               |
| 2014                            | 5                               | 2                               |
| 2015                            | 7                               | 2                               |
| 2016                            | 7                               | 0                               |
| 2017                            | 6                               | 0                               |
| 2018                            | 5                               | 1                               |
| 2019                            | 2                               | 0                               |
| Загалом                         | 68                              | 9                               |

Станом на 14 листопада 2018 року

#### По матчах
| Дата       | Місто    | Господарі   | Результат | Гості       | Турнір                    | Голи | Примітки  |
| ---------- | -------- | ----------- | --------- | ----------- | ------------------------- | ---- | --------- |
| 02-06-2016 | Душанбе  | Таджикистан | 5 – 0     | Бангладеш   | Відбір до Кубка Азії 2019 | -    | 69'       |
| 28-03-2017 | Доха     | Ємен        | 2 – 1     | Таджикистан | Відбір до Кубка Азії 2019 | -    | 62'       |
| 13-06-2017 | Душанбе  | Таджикистан | 3 – 4     | Філіппіни   | Відбір до Кубка Азії 2019 | -    |           |
| 05-09-2017 | Катманду | Непал       | 1 – 2     | Таджикистан | Відбір до Кубка Азії 2019 | -    | 73'       |
| 10-10-2017 | Душанбе  | Таджикистан | 3 – 0     | Непал       | Відбір до Кубка Азії 2019 | -    |           |
| 14-11-2017 | Душанбе  | Таджикистан | 0 – 0     | Ємен        | Відбір до Кубка Азії 2019 | -    |           |
| 27-03-2018 | Маніла   | Філіппіни   | 2 – 1     | Таджикистан | Відбір до Кубка Азії 2019 | -    | 90' 90+4' |
| 14-11-2019 | Мандалай | М'янма      | 4 – 3     | Таджикистан | Відбір до ЧС 2022         | -    | 38'       |
| Усього     |          | Матчів      | 8         |             | Голів                     | 0    |           |

#### Забиті м'ячі
Рахунок та результат збірної Таджикистану в таблиці подано на першому місці.
| #  | Дата            | Місце                                               | Суперник  | Рахунок | Результат | Змагання                           |
| -- | --------------- | --------------------------------------------------- | --------- | ------- | --------- | ---------------------------------- |
| 1. | 13 серпня 2008  | Абедкар, Нью-Делі, Індія                            | Індія     | 1–3     | 1–4       | Кубок виклику АФК 2008             |
| 2. | 18 лютого 2010  | Сугатхадаса, Коломбо, Шрі-Ланка                     | Шрі-Ланка | 2–0     | 3–1       | Кубок виклику АФК 2010             |
| 3. | 18 лютого 2010  | Сугатхадаса, Коломбо, Шрі-Ланка                     | Шрі-Ланка | 3–1     | 3–1       | Кубок виклику АФК 2010             |
| 4. | 14 серпня 2013  | Стадіон 20-річчя незалежності, Худжанд, Таджикистан | Індія     | 2–0     | 3–0       | Товариський матч                   |
| 5. | 8 серпня 2014   | Памір, Душанбе, Таджикистан                         | Малайзія  | 3–1     | 4–1       | Товариський матч                   |
| 6. | 4 вересня 2014  | Борисов-Арена, Борисов, Білорусь                    | Білорусь  | 1–1     | 1–6       | Товариський матч                   |
| 7. | 26 березня 2015 | Спортивний комплекс Мале, Мале, Мальдіви            | Мальдіви  | 1–0     | 2–0       | Товариський матч                   |
| 8. | 16 червня 2015  | Бангабандху, Дакка, Бангладеш                       | Бангладеш | 1–1     | 1–1       | кваліфікація чемпіонату світу 2018 |
| 9. | 2 жовтня 2018   | Окружний стадіон Сілет, Сілет, Бангладеш            | Непал     | 1–0     | 2–0       | Кубок Бангабандху 2018             |

## Досягнення
«Істіклол»
- Вища ліга Таджикистану
  -  Чемпіон (7): 2010, 2011, 2014, 2015, 2016[6], 2017[7], 2018[8]

- Кубок Таджикистану
  -  Володар (6): 2009, 2010, 2013, 2014, 2016[9], 2018[10]

- Суперкубок Таджикистану
  -  Володар (5): 2014, 2015, 2016[11], 2018, 2019[12]

- Кубок президента АФК
  -  Чемпіон (1): 2012

Таджикистан
- Кубок виклику АФК
  -  Фіналіст (1): 2008